# Chairman of the Conservative Party
Chairman of the Conservative Party er det britiske konservative partis organisatoriske leder. Posten blev oprettet i 1911. Dette skete som en reaktion på partiets nederlag ved valgene i 1906 og 1910.  

## Partikontoret
Formanden er ansvarlig for, at partimaskinen virker. I denne forbindelse fører formanden tilsyn med partiets centrale kontor (Conservative Campaign Headquarters), der har rødder tilbage til 1870. 

## Minister uden portefølje
Når de konservative er i regering, tildeles den organisatoriske formand en ministerpost. Der er som regel en post som minister uden portefølje. En sådan post giver mulighed for at dyrke konservative mærkesager. 

## Formænd
Flere tidligere konservative formænd har senere beklædt fremtrædende poster. Dette gælder fx for Neville Chamberlain, der var formand i 1930-1931, for Peter Carington, der var formand i 1972-1974, og for Theresa May, der var formand i 2002-2003. 